# Енрико Дамиани
Енрико Дамиани (на италиански: Enrico Damiani) е италиански славист, виден българист и преводач.

## Биография
Роден е на 28 април 1892 г. в Рим. През 1914 г. завършва право в италианската столица. От 1929 г. преподава български език и литература в Римския университет, а от 1942 г. – в Източния университетски институт в Неапол. Умира на 10 декември 1953 г. в Рим.

## Творчество
В периода 1931 – 1936 г. издава списание „Итало-българско списание за литература, история, изкуство“. То се издава на български език в София. През 1939 – 1943 г. в Рим, на италиански език, издава списание „България“.
Пише статии, студии и очерци за поетите Петко Славейков, Пейо Яворов, Димчо Дебелянов, Петко Тодоров. Дамиани участва в подготовката на Албум-алманах „Македония“ в 1931 година.
Негови книги са:
- „Кратка история на България. От началото до наши дни“ (1939);
- „Най-европейският от българските поети. Пенчо Славейков“ (1940);
- „Българската поезия и проза през турското робство“ (1941);
- „Образът на българската литература“ (1941);
- „Курс по български език. Теория и практика“ (1942).[1]

Автор е на антологиите:
- „Българско сърце“ (1925);
- „Български поети“ (1925);
- „Български разкази“ (1946);
- „Антология на съвременната българска поезия“ (1950).[1]

Превежда „Епични песни“ от Пенчо Славейков (1929), „Песни за Христо Ботев“ (1931), „Белимелецът“ от Иван Вазов (1947), стихотворения от Димчо Дебелянов и Пейо Яворов. Под негова редакция се издава пълен превод на романа „Под игото“ от Иван Вазов и сборник разкази „Аз, ти, той“ от Елин Пелин през 1946 г.